# Det store skisma 1054
Det store skisma indtraf i 1054, da patriarken af Konstantinopel (det nuværende Istanbul), brød med paven i Rom og den romersk-katolske kirke til dels på grund af pavens tilknytning til den tyske kejser. Splittelsen menes desuden forårsaget af den pavebulle, som udsendinge fra paven efterlod i Hagia Sofia-kirken, og i hvilken patriarken i Konstantinopel blev lyst i band.
Den kristne kirke i Østeuropa og Mellemøsten udviklede sig i forskellige nationale retninger: den græsk-ortodokse kirke og den russisk-ortodokse kirke, begge med patriarken i Konstantinopel som overhoved. Bruddet blev også afgørende for den visnen mellem Vest- og Østeuropa, som havde stået på siden det Vestromerske riges sammenbrud i det 5. århundrede. Mens normannerne var i færd med at konsolidere deres erobringer i Syditalien, bragte deres modsætningsforhold til pavemagten dem i tættere forbindelse med det Østromerske rige. Det satte tydelige spor i bl.a. arkitektur og malerkunst, hvad man kan se i kirken Sant'Angelo in Formis ved Capua i Campanien.